# Кривля
Кривля (баш. Керәүле) — река в России, протекает по Куюргазинскому и Кугарчинскому районам Башкортостана. Длина реки составляет 21 км.
Начинается на границе с Оренбургской областью западнее деревни Старомихайловка. Течёт в общем северном направлении через деревни Павловка, Кривле-Илюшкино, Новознаменская 2-я, Новознаменская, Худайбердино. Устье реки находится в 883 км по левому берегу реки Белая у хутора артели им. Кирова.
Основные притоки — Терекла (пр, в 6,2 км от устья), Зеркла (пр), Кульюрт (лв).

## Данные водного реестра
По данным государственного водного реестра России относится к Камскому бассейновому округу, водохозяйственный участок реки — Белая от Юмагузинского гидроузла до города Салавата, без реки Нугуш (от истока до Нугушского гидроузла), речной подбассейн реки — Белая. Речной бассейн реки — Кама.
Код объекта в государственном водном реестре — 10010200412111100017704.